# Norgesmesterskapet 1910
La Norgesmesterskapet 1910 di calcio fu la 9ª edizione del torneo. Terminò il 25 settembre 1910, con la vittoria del Lyn Oslo sull'Odd per 4-2. Fu il terzo titolo nella storia del club, che giunse consecutivamente agli altri due.

## Risultati

### Primo turno
| Squadra 1  | Risultato | Squadra 2   |
| ---------- | --------- | ----------- |
| Stavanger  | 1 – 4     | Odd         |
| Kvik       | 0 – 4     | Lyn Oslo    |
| Ørn        | 1 – 3     | Fredrikstad |
| Mercantile | 9 – 2     | Gjøvik-Lyn  |

### Semifinale
| Squadra 1 | Risultato | Squadra 2   |
| --------- | --------- | ----------- |
| Ørn       | 1 – 3     | Fredrikstad |
| Lyn Oslo  | 3 – 0     | Mercantile  |

### Finale
| Arbitro: | Hansen |

|                                   |           |                               |
| Nysted 30’, 76’, 77’ Krefting 75’ | Marcatori | 40’ Gulbrandsen 55’ Reinholdt |

#### Formazioni
| Lyn Oslo (2-3-5) |  |                           |
|                  |  |                           |
| POR              |  | August Heiberg Kahrs      |
| DIF              |  | Alf Paus                  |
| DIF              |  | Paul Due                  |
| CEN              |  | Nikolai Ramm Østgaard     |
| CEN              |  | Erling Lorck              |
| CEN              |  | Henrik Nordby             |
| ATT              |  | Ragnvald Heyerdahl-Larsen |
| ATT              |  | Kristian Krefting         |
| ATT              |  | Victor Nysted             |
| ATT              |  | Erling Maartmann          |
| ATT              |  | Rolf Maartmann            |

| Odd (2-3-5) |  |                    |
|             |  |                    |
| POR         |  | Thostrup Rødseth   |
| DIF         |  | Peder Henriksen    |
| DIF         |  | Per Skou           |
| CEN         |  | Thoralf Grubbe     |
| CEN         |  | Marius Lund        |
| CEN         |  | Einar Pedersen     |
| ATT         |  | Otto Olsen         |
| ATT         |  | Sverre Hansen      |
| ATT         |  | Bjarne Gulbrandsen |
| ATT         |  | August Fredriksen  |
| ATT         |  | Henry Reinholdt    |